# オセロー

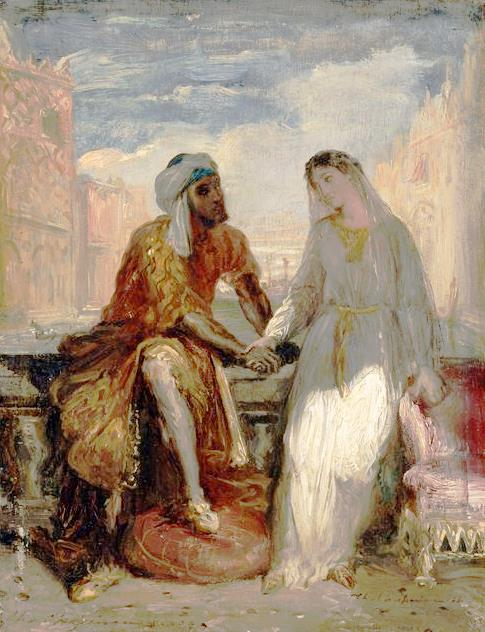
オセローとデズデモーナ

『オセロー』（Othello）は、ウィリアム・シェイクスピア作（1602年）の悲劇で5幕の作品。シェイクスピアの四大悲劇の一つ。副題は「ヴェニスのムーア人」（The Moor of Venice）。
ヴェニスの軍人であるオセローが、旗手イアーゴーの奸計にかかり、妻デズデモーナの貞操を疑い殺すが、のち真実を知ったオセローは自殺する、という話。最も古い上演の記録は1604年11月1日にロンドンのホワイトホール宮殿で行われたものである。登場人物の心理が非常に明快であり、シェイクスピアの四大悲劇中、最も平明な構造をもつ。ボードゲームのオセロの名前の由来でもある。

## あらすじ
ヴェニスの軍人でムーア人であるオセローは、デズデモーナと愛し合い、デズデモーナの父ブラバンショーの反対を押し切って駆け落ちする。オセローを嫌っている旗手イアーゴーは、自分をさしおいて昇進した同輩キャシオーがデズデモーナと密通していると、オセローに讒言する。嘘の真実味を増すために、イアーゴーは、オセローがデズデモーナに贈ったハンカチを盗み、キャシオーの部屋に置く。
イアーゴーの作り話を信じてしまったオセローは嫉妬に苦しみ怒り、イアーゴーにキャシオーを殺すように命じ、自らはデズデモーナを殺してしまう。だが、イアーゴーの妻のエミリアは、ハンカチを盗んだのは夫であることを告白し、イアーゴーはエミリアを刺し殺して逃げる。イアーゴーは捕らえられるが、オセローはデズデモーナに口づけをしながら自殺をする。

## 原典
『オセロー』のもとは、ツィンツィオの『百物語』（Gli Hecatommithi）第3篇第7話にある。デズデモーナはギリシャ語で「不運な」という意味で、この話の中では、デズデモーナは事故死に見せかけてオセローが殺す。後に錯乱し、イアーゴーを解職したが、オセローはこの罪を問われ追放され、デズデモーナの親戚に殺される。イアーゴーはこのことが知られ、拷問の末に死亡する、という筋で、このほかは非常によく似ている。この話の中で名前で呼ばれているのはデズデモーナのみで、ほかはムーア人、旗手、などと呼ばれている。

## 作品解説
表題の人物であるオセローは気高いムーア人（北アフリカのムスリム）であり、キプロスの軍隊の指揮官である。オセローは同情的に描かれているが、これはムーア人のようなムスリムが悪役として描かれることが多かったシェイクスピアの時代のイギリス文学においては珍しいことである。ただしこれは個人的・道徳的に捉えた場合で、オセローに対するイアーゴーの同性愛――あるいは女より男を盲信するホモソーシャリティ――を認識するなら、純粋な背理者、欲望の実行（成功）者はオセローのみとなり、その当時のムーア人社会が男色者達の集団・男色社会として扱われていたことを踏まえると、イングランドはそれを許容しないというテーマ、すなわち悪はオセロー＝ムーア人社会だけになる。オセローが黒人であるかアラブ人であるかについては研究者の間でも議論があるが、一般には前者と解釈されている。シェイクスピアは劇中でイスラム教についてほとんど触れていない。

## 日本語訳
- 『オセロウ』岩波文庫、菅泰男訳
- 『オセロー』新潮文庫、福田恆存訳
- 『新訳 オセロー』角川文庫、河合祥一郎訳
- 『オセロー』（シェイクスピア全集 13）ちくま文庫、松岡和子訳
- 『オセロー』（シェイクスピア全集 27）白水Uブックス、小田島雄志訳
- 『オセロー』「真訳 シェイクスピア　四大悲劇」河出書房新社、石井美樹子訳

他に、坪内逍遥、小津次郎、平井正穂、木下順二、三神勲、大山俊一らの訳がある。

## 映像化作品

### 映画
- オセロ（1922年） - エミール・ヤニングス主演のサイレント映画。
- オセロ (1951年)　- オーソン・ウェルズ監督・主演。
- オセロ（1955年） - セルゲイ・ボンダルチュク、イリーナ・スコブツェワ出演。
- オセロ（1965年） - ローレンス・オリヴィエ、マギー・スミス出演。
- オセロ（1986年） - ジュゼッペ・ヴェルディのオペラ『オテロ』の映画化。フランコ・ゼッフィレッリ監督、プラシド・ドミンゴ主演。
- オセロ（1995年） - ケネス・ブラナー、イレーヌ・ジャコブ、ローレンス・フィッシュバーン出演。
- O（2001年） - メキ・ファイファー、ジュリア・スタイルズ、ジョシュ・ハートネット出演。舞台は現代のアメリカのハイスクール。
- Omkara（2006年） - 舞台は現代のインド・ムンバイ。アジャイ・デーヴガン、サイフ・アリー・カーン、カリーナ・カプール出演。

### テレビドラマ化
- 未来世紀シェイクスピア（2008年） - AAA（トリプル・エー）主演ドラマ（関西テレビ）。

## 『オセロー』を元にした音楽作品
- オテロ - ヴェルディのオペラ。オテロ（オテッロ、Otello）はオセローのイタリア語名。
- オテロ - ジョアキーノ・ロッシーニのオペラ。
- 序曲「オセロ」 - アントニン・ドヴォルザークの序曲三部作『自然と人生と愛』の第3曲。
- 威風堂々 - エドワード・エルガーの行進曲集。原題 Pomp and Circumstance はオセロの台詞から採られた。
- オセロ - アルフレッド・リードが戯曲の上演のための付随音楽を作曲しており、後に演奏会用の吹奏楽曲としてまとめられている。

## 『オセロー』に由来して命名された事物
- オセロ （詳しくはオセロ (ボードゲーム)#歴史を参照）
- デズデモーナ（天王星の衛星）
- デズデモーナ（小惑星）
- オセロ症候群（病名）